# Proszek daktyloskopijny
Proszek daktyloskopijny – materiał stosowany w technice kryminalistycznej (daktyloskopii) do ujawniania śladów linii papilarnych. Proszki te mają sypką konsystencję, ziarna tworzą jednolitą masę, nie sklejają się ze sobą. Ich barwa – a więc i możliwość zastosowania dla określonych śladów – jest zależna od składu: proszki białe (w których głównym składnikiem może być ditlenek tytanu), szare (argentorat z zawartością glinu) lub czarne (sadza). Poza tym wykorzystuje się również zjawiska fluorescencji i ferromagnetyzmu, stosując odpowiednio proszki fluoryzujące (zawierające np. antracen z chryzenem, siarczek wapnia czy kalomel) i proszki magnetyczne (żelazo).